# Eta del Cranc
Eta del Cranc (η Cancri) és un estel a la constel·lació del Cranc (Càncer) de magnitud aparent +5,34. No té nom propi habitual, però amb Asellus Borealis (γ Cancri), Asellus Australis (δ Cancri), ε Cancri i θ Cancri, es creu que formava l'estació lunar persa de Avra‑k, «el núvol», així com la copta Ermelia, «criança».
Eta Cancri és una gegant taronja de tipus espectral K3III amb una temperatura efectiva de 4.345 - 44.50 K, xifra que varia segons la font consultada. La seva lluminositat és 98 vegades major que la del Sol, cosa que suposa el doble de lluminositat que Pòl·lux (β Geminorum) —la gegant taronja més propera a nosaltres— però només 1/5 part de la d'Altarf (β Cancri), l'estel més brillant de Càncer.
Eta Cancri té una metal·licitat —abundància relativa d'elements més pesats que l'heli— comparable a la del Sol ([Fe/H] = +0,07). Quant a la resta dels elements avaluats, el bari presenta una abundància més baixa que la solar ([Ba/H] = -0,29), mentre que cobalt i manganès són notablement més abundants ([Mn/H] = +0,38).
Eta Cancri té un radi 17 vegades més gran que el del Sol, cosa que equival a 0,08 ua. Gira lentament sobre si mateixa, amb una velocitat de rotació projectada de 2,9 km/s. Encara que és difícil determinar la seva massa amb exactitud, aquesta s'estima entre 1,3 i 1,6 masses solars. S'hi troba a 298 anys llum del sistema solar.